# Open Source Hardware Association

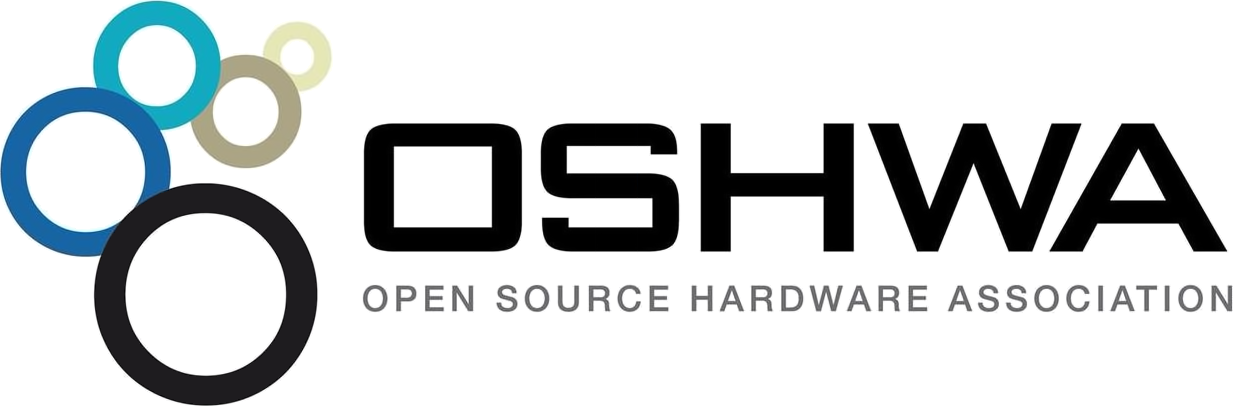
Logo Open Source Hardware Association

Open Source Hardware Association (OSHWA) je nezisková skupina, která se zasazuje o open-source hardware. Jejím cílem je působit jako křižovatka činností kolem open source hardware, přičemž spolupracuje s dalšími iniciativami, jako TAPR Open Hardware License, svobodnými vývojáři z CERNu a s Open Source Initiative (OSI).
OSHWA byla založena jako organizace v červnu 2012 inženýrem Aliciou Gibbem, který byl pracoval na Open Hardware Summit během postgraduálního studia. Po delší diskusi o ochranné známce s OSI, v roce 2012 podepsaly OSHWA a OSI dohodu o koexistenci.
V říjnu 2016, OSHWA oznámila certifikační program pro open-source hardware, na summitu otevřeného hardwaru v Portlandu v Oregonu.